# نيكي راكارد
نيكولاس راكارد (بالإنجليزية: Nicky Rackard)‏ (28 أبريل 1922 - 10 أبريل 1976) كان قاذف أيرلندي امتدت مسيرته في الدوري والبطولة مع فريق ويكسفورد الكبير سبعة عشر عامًا من 1940 إلى 1957. صاحب العديد من الأرقام القياسية في البطولة بما في ذلك كونه أفضل هداف للبطولة على الإطلاق بـ 59 هدفاً. يُنظر إلى راكارد على نطاق واسع على أنه واحد من أعظم الحواجز في تاريخ اللعبة.
ولد في كيلان، مقاطعة ويكسفورد ، شجع راكارد على الرياضة والده الذي كان يأمل أن يصبح لاعب كريكيت. فاز عمه جون دوران بميدالية كلاعب كرة قدم غالية مع ويكسفورد في عام 1918 وكان راكارد يطور موهبته في كرة القدم الغالية والقذف.

## مهنة ما بعد اللعب
كانت حياة راكارد الشخصية بعيدًا عن أرض القذف حياة مضطربة للغاية شابها الإفراط في الشرب. بدأت مشاكله مع الكحول أثناء دراسته ليكون جراحًا بيطريًا في دبلن . في عام 1951 تخلى فجأة عن الكحول في تعهد بعدم الشرب مرة أخرى بعد وفاة صديق. خلال زيارة إلى نيويورك في عام 1957 بدأ راكارد في الشرب مرة أخرى ونمت هذه العادة بشكل تدريجي على مدى السنوات الـ 12 المقبلة. في عام 1965 كان مدمنا على الكحول لدرجة تلقيه أول فترة علاج له في المستشفى من المرض ولكن العلاج لم ينجح. أخيرًا أقلع عن الشرب بحلول عام 1970 بعد انضمامه إلى مدمني الكحول المجهولين . عندما أقلع عن الشراب للمرة الأخيرة كان مكسورًا عمليًا. قام بتجميع حياته مرة أخرى، وأعاد بناء ممارسته البيطرية وانغمس في شغفه بالخيول والاستمتاع بالانتصارات من نقطة إلى نقطة وأحداث سباق الخيول الرئيسية الأخرى.
سافر مع منظمة مدمني الكحول المجهولين عبر البلاد لمساعدة الناس الذين كانوا مضطربين بإدمان الكحول. في فبراير 1974 لاحظ راكارد وجود كتل غريبة على رقبته قام بإزالتها لاحقًا. في وقت لاحق من ذلك العام قيل له إنه بحاجة إلى عملية أخرى وقيل إنه يحرز تقدمًا جيدًا. في عام 1975 تحدث في صحيفة آيريش برس عن إدمانه للكحول وأصبح بذلك من أوائل الأشخاص الذين كسروا طابو إدمان الكحول في أيرلندا. بعد ذلك بوقت قصير تم الكشف عن أن السرطان الذي عانى منه سابقًا لم يشفى للأسف تمامًا وعاد. توفي راكارد في مستشفى سانت فنسنت في دبلن في عام 1976 وحزن عليه مجتمع الرابطة الرياضية الغالية في جميع أنحاء أيرلندا.

## شهرته

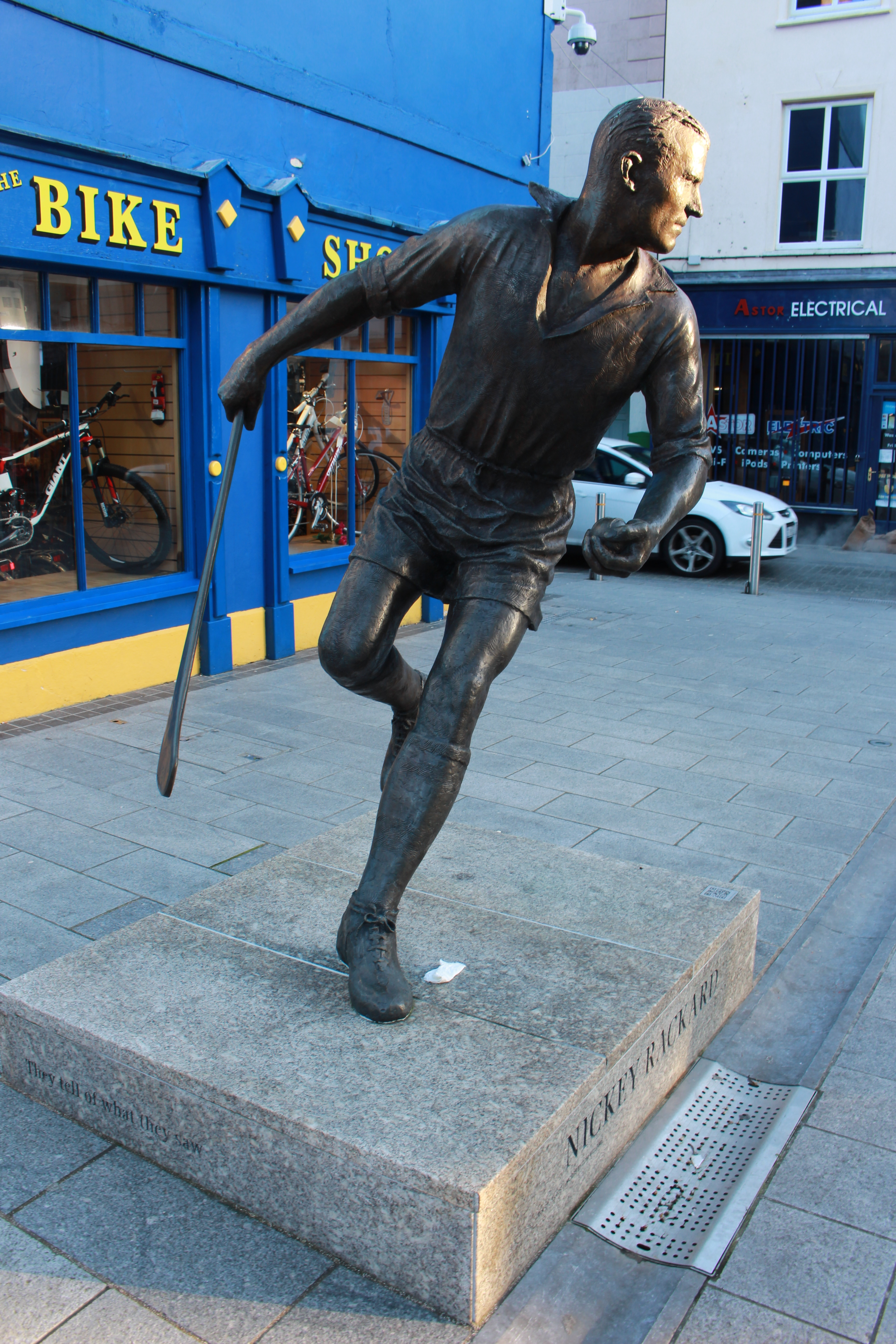
تمثال راكارد في مدينة ويكسفورد.

في عام 2006 ، كتب مؤلف ويكسفورد، توم ويليامز، سيرة راكارد التي طال انتظارها بعنوان ابن كوتشولين - قصة نيكي راكارد . كما كتب المؤلف نفسه أغنية معروفة الآن عن راكارد سنوات قبل ذلك. كان يطلق عليها أيضًا ابن كوتشولين وتم تسجيلها من قبل العديد من الفنانين على مدى السنوات العشرين الماضية وهي رثاء للرياضي العظيم.
في بلدة ويكسفورد ، يوجد تمثال لإحياء ذكرى راكارد، الذي أقيم في عام 2012.